# The Wilderness
The Wilderness è il settimo album in studio del gruppo post-rock statunitense Explosions in the Sky, pubblicato nel 2016.

## Tracce
1. Wilderness – 4:36
2. The Ecstatics – 3:12
3. Tangle Formations – 5:34
4. Logic of a Dream – 6:37
5. Disintegration Anxiety – 4:11
6. Losing the Light – 6:02
7. Infinite Orbit – 2:37
8. Colors in Space – 7:14
9. Landing Cliffs – 6:17